# Mûr-de-Bretagne
Pour les articles homonymes, voir Mur (homonymie) et Bretagne (homonymie).
Mûr-de-Bretagne ([myʁ də bʁətaɲ]) est une ancienne commune du département des Côtes-d'Armor, dans la région Bretagne, en France.
Cette commune a fusionné au 1er janvier 2017 avec la commune de Saint-Guen pour devenir la commune de Guerlédan.

## Géographie

### Situation
Située en Argoat, Mûr-de-Bretagne est une petite ville avec des commerces, située à l’est du lac de Guerlédan. L'axe central breton (RN 164) passe au nord du village.
| Caurel       | Saint-Gilles-Vieux-Marché | Saint-Guen   |

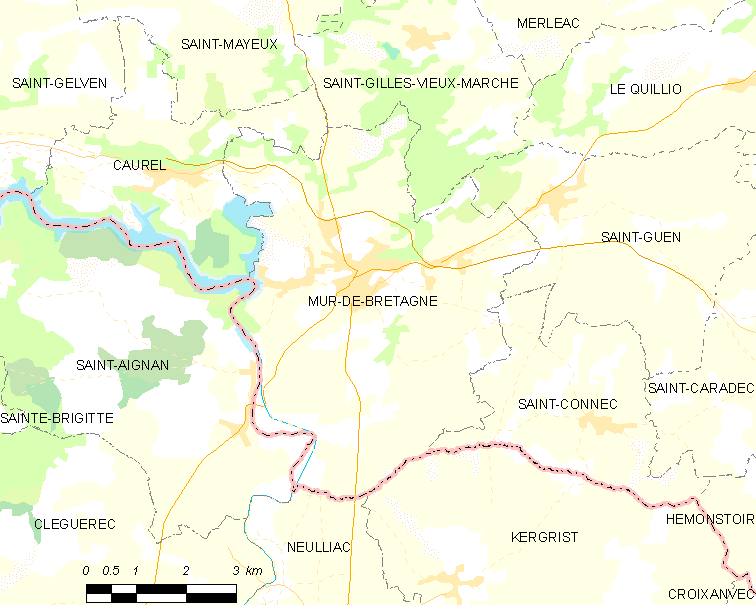
Carte de la commune.

| Saint-Aignan | Mûr-de-Bretagne           | Saint-Connec |
| Neulliac     |                           | Kergrist     |

### Géologie

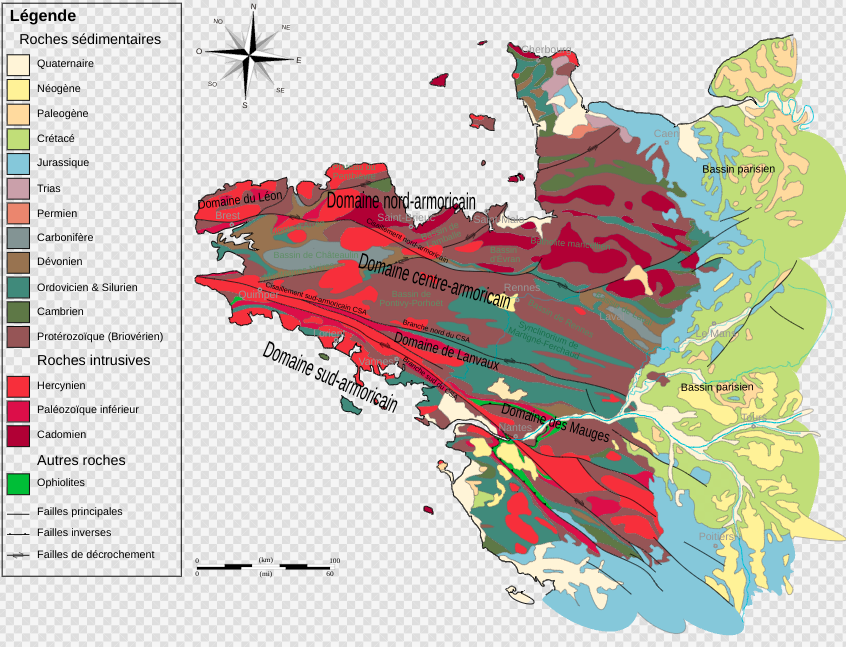
Carte géologique simplifiée du Massif armoricain. La forêt de Quénécan associée au lac de Guerlédan forme l'extrémité nord-est des montagnes Noires.

La commune de Mûr-de-Bretagne est située au cœur du domaine centre armoricain, unité géologique du Massif armoricain qui correspond à une structure s'allongeant sensiblement en direction W-E, depuis la baie de Douarnenez jusqu'au bassin de Laval. S'opposant aux bas plateaux littoraux méridionaux et septentrionaux, ce bassin sédimentaire est principalement constitué de schistes briovériens (sédiments détritiques essentiellement silto-gréseux issus de l'érosion du segment occidental de la chaîne cadomienne, accumulés sur plus de 15 000 m d'épaisseur et métamorphisés), formant un socle pénéplané sur lequel repose en discordance, dans sa partie orientale, des formations paléozoïques sédimentaires. Ces formations sont déposées dans ce bassin marqué par une forte subsidence, puis sont déformées lors de l'orogenèse varisque (plis d'orientation préférentielle N 110° et plusieurs familles de failles d'orientations différentes).
Parmi ces plis armant les crêtes appalachiennes de Bretagne, on peut distinguer l'anticlinal briovérien de la forêt de Quénécan (appelé aussi l'anticlinal des Forges des Salles). Sur le flanc de nord de cet anticlinal, les bancs de quartzites et de schistes durs jouent le rôle de couches résistantes à l'érosion. Portées en altitude, elles affleurent sous la forme  d'une crête traversée par la côte du Menez Hiez.
Les schistes noirs ardoisiers (« schistes à Calymènes » des auteurs anciens) datant de l'ordovicien moyen (-470 et -453 millions d’années) ont été exploités en particulier à Saint-Gelven, Caurel et Mûr-de-Bretagne. En 1884 Alphonse Debauve écrit que les carrières de Saint-Gelven fournissent alors environ 5 millions d'ardoises par an et celles de Mûr-de-Bretagne et Caurel environ 3 millions.

## Toponymie
Le nom de la localité est attesté sous les formes ecclesia de Mur en 1280, parrochia de Mur en 1283 et en 1284, Mur vers 1330, Mur en 1516, Mur en 1536, Meur en 1630, Mur en 1793, Mûr en 1861, Mur-de-Bretagne en 1856 et enfin Mûr-de-Bretagne à partir de 1957 (décret du 26 mars 1957).
Le sens de mur est ici « muraille qui ceint une ville ou une place forte » 
.
Le nom de la commune en breton est Mur.

## Histoire

### Préhistoire
Une allée couverte se trouve à Coët-Correc ; elle a été surmontée vers la fin du XIXe siècle par un calvaire en pierre sèche, construit par le propriétaire du terrain, et qui a été démantelé lors des fouilles archéologiques menées en 1984-1985.

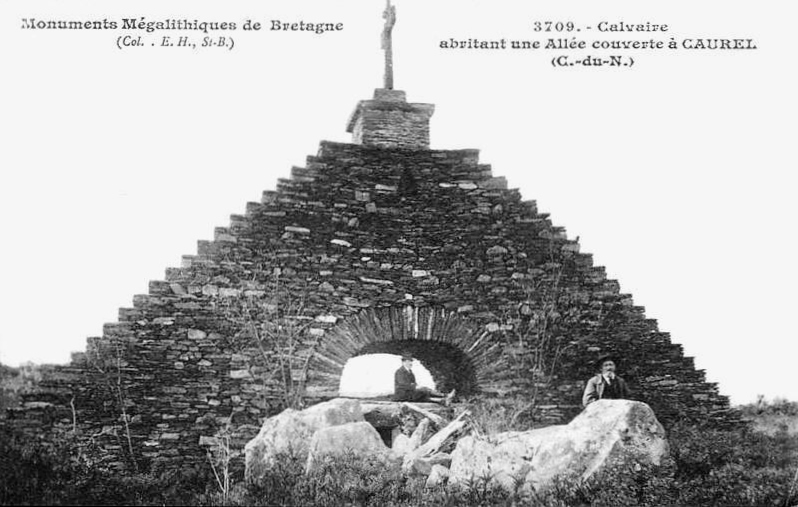
Mûr-de-Bretagne : l'ancien calvaire en pierre sèche désormais disparu de Coët-Correc qui se trouvait au-dessus de l'allée couverte.

### Moyen-Âge
Mûr-de-Bretagne est un démembrement de l'ancienne paroisse de Neulliac. La paroisse de Mûr est citée pour la première fois en 1368 comme bénéfice du diocèse de Quimper.
Selon un aveu de 1471, Mûr était au sein de la vicomté de Rohan, une des 46 paroisses ou trèves de la seigneurie proprement dite de Rohan.
Jean-Baptiste Ogée écrit que « la seigneurie de Mur est très ancienne », qu'elle « appartint d'abord aux comtes de Cornouaille », que ceux qui détenaient cette seigneurie étaient aussi « sires de Corlai » et étaient ordinairement connus sous le nom de comtes de Launay-Mur ; par exemple « Christophe de Launay (né vers 1230), fils puîné de Garcin de Mur et de Beatrix de Rostrenen, épousa Louise (née vers 1235 à Plumaugat), fille de Thibaud [Thibault] de la Rivière, issu d'une famille située en la paroisse d'Auverné, diocèse de Nantes », que « son fils Geoffroi [Geffroy] prit le nom de la Rivière, que ses descendants ont toujours porté depuis », que parmi leurs descendants on trouve des hommes illustres comme Jean de La Rivière, chancelier de Bretagne en 1450 du duc Pierre II de Bretagne), Robert de La Rivière qui fut évêque de Rennes en 1457, et que les seigneurs de La Rivière étaient sergents féodés du duché de Bretagne.

### Temps modernes

#### LeXVIesiècle
Deux moulins appartenant à la famille de Rohan existaient à Poullibet [Poulhibet], l'un pour le blé noir, l'autre pour le seigle, dès le XVIe siècle.

#### LeXVIIesiècle
En 1646, à Mûr-de-Bretagne, selon Julien Maunoir, même les notables « ignoraient (...) les noms des trois personnes divines », Père, Fils et Saint-Esprit.
En 1667, Yves-Olivier de la Rivière fut nommé gouverneur de Saint-Brieuc et, après lui, son fils aîné, Charles-Yves de la Rivière ; par lettres patentes en date de 1696, confirmées en date du 22 juin 1699 la seigneurie de Plœuc fut érigée en comté au profit d'Yves-Olivier de la Rivière. Un comte de la Rivière fut en 1757 capitaine-lieutenant des Mousquetaires Noirs.

#### Mûr auXVIIIesiècle
Jean-Baptiste Ogée décrit ainsi Mur en 1778 :

« Mur ; sur une hauteur ; à peu de distance de la route de Pontivy à Corlay ; à 18 lieues ½ de Quimper, son évêché ; à 21 lieues ¼ de Rennes et à 3 lieues ¼ de Pontivy, sa subdélégation. Cette paroisse, dont la cure est à l'Ordinaire, ressortit au siège royal de Ploërmel, et compte 4 000 communiants, y compris les habitants de Saint-Connec et Saint-Guen, ses trèves. M. le duc de Rohan en est le seigneur. Les basses justices de Coëtuhan et de Launay appartiennent à M. de Noyan, et la basse justice de la Roche-Guéhennec à M. de Moyan. Le territoire de Mur est montagneux au nord de son bourg ; mais au sud, à l'est et à l'ouest, on remarque des terres bien cultivées et fertiles, et des landes très étendues, qui paraissent mériter les soins du cultivateur. »

#### Le château de Launay-Mur: la semi-légende de Gwengrézangor
Le seigneur de Gwenguézangor, châtelain de Launay-Mûr, avait l'habitude de piller et détrousser les passants sans honte ni scrupule. Pensant que son épouse entretenait une relation amoureuse avec l'un de ses hommes d'armes, il fit emmurer vivant celui-ci dans une cheminée et enfermer son épouse dans une barrique toute garnie de clous à l'intérieur, qu'il fit jeter par-dessus les remparts dans un étang.
Jérôme-Marie Calvary-Tylan, propriétaire du château et maire de Mûr, trouva dans une cheminée murée les restes d'un homme en armes avec sa cuirasse, son casque et son épée, mais les ossements tombèrent en poussière au contact de l'air. Dans la décennie 1830, un paysan aurait trouvé un trésor non loin du château, et il se pourrait que ce soit le chevalier amoureux qui l'ait caché, lorsqu'il préparait sa fuite avec l'épouse du châtelain : cela donne une certaine véracité à cette légende.

### Les ardoisières
Certaines « perrières » (ardoisières) existaient déjà, entre Gouarec et Mûr-de-Bretagne sur les rives du Blavet, exploitées depuis au moins le XVIe siècle comme le prouve un aveu de 1571 de la seigneurie de La Roche Guéhennec.
Elles furent très actives entre le milieu du XIXe siècle et le début du XXe siècle, faisant vivre plusieurs centaines de familles. La Première Guerre mondiale et la mise en eau du barrage de Guerlédan précipitèrent leur déclin.

### LeXIXesiècle
Mûr est concerné par la construction du Canal de Nantes à Brest (Blavet canalisé) entre 1822 et 1842 ; le Blavet à cet endroit est à la limite ouest de la commune, plusieurs écluses (dont l'écluse n° 119, dite écluse de Trévejean et l"écluse du Poulhibet) s'y trouvent ou sont sur le canal lui-même dont le tracé est parallèle et proche du cours naturel du Blavet, mais totalement sur le territoire communal.
A. Marteville et P. Varin, continuateurs d'Ogée, décrivent ainsi Mur en 1845 :

« Mur (sous l'invocation de Saint Pierre) : Commune formée de l'ancienne paroisse de ce nom, moins ses trève Saint-Connect et Saint-Guen, devenues communes ; aujourd'hui cure de 2e classe ; chef-lieu de perception ; brigade de gendarmerie à pied. (...) Principaux villages : Poulihet, Kerberhic, Kerimel, Treffaut, Kervos, Kermarec, Squiriec, Lisquily, Nevert, Boconnaire, Coëtdrien, Kerguenal, Curlan, Kerhotesse, Kerquillaaume, Cosquer-Kerguillaume. Moulins d'Enbas, de la Roche, Launay, du Guer, de Poulihet ; à eau. Le bourg de Mur est situé sur une hauteur, à peu près au centre de la commune dont il est me chef-lieu, et sur la route royale n° 187, dite de Vannes à Lannion. (...) }Il y a deux menhirs près du village de Botrain. La principale industrie de cette commune consiste dans l'extraction et la vente d'ardoises, qui sont fort estimées, et qui ont la réputation de ne pas favoriser l'oxydation des clous. Il y a foire le troisième vendredi d'avril, le samedi après la Mi-Carême, le lundi après le 6 juillet, enfin le troisième vendredi d'octobre. Géologie : schiste argileux. On parle le breton. »

Selon Joachim Gaultier du Mottay, en 1862, Mûr possède une école de garçons accueillant 104 élèves et une école de filles recevant 75 élèves ; dans la commune se trouve aussi « l'établissement rural de Kermur, créé pour l'exploitation de 160 hectares de landes au milieu desquelles il est construit, dans la situation la plus pittoresque, sur le coteau qui forme le versant de la butte si élevée de Menez-Niez ». Il précise aussi que l'extraction des ardoises occupe alors plus de 70 ouvriers et qu'« il est à regretter que les carrières qui les produisent ne soient pas exploitées avec plus de soin et de méthode [car] elles sont d'excellente qualité et passent pour ne pas oxyder les clous qui les fixent sur les couvertures » Il ajoute que l'on vient de construire un embarcadère à Penerpont, sur le canal de Nantes à Brest.
En 1870 la famille Le Pottier achète les deux moulins de Poullibet, qui furent remplacés entre 1900 et 1905 par une minoterie à cylindres, puis, après a construction du barrage de Guerlédan, par une turbine hydraulique. La minoterie, toujours en activité, a été rachetée en 2011 par la société "Grands Moulins de Paris".

### LeXXesiècle

#### La Belle Époque
Gustave Geffroy décrit ainsi Mûr-de-Bretagne au début du XXe siècle : « Mur de Bretagne (...) se hisse sur un plateau entouré de chênes et de châtaigniers et forme deux parties, dont l’une, la plus haute, est Sainte-Suzanne. Les maisons sont groupées en désordre autour d’une place où se trouve une halle ».
En 1902 une épidémie de fièvre typhoïde survnit dans les communes de Mûr-de-Bretagne, Caurel, Saint-Caradec, Saint-Gilles-Vieux-Marché et Saint-Guen.
La commune a été desservie par le passé par la ligne ferroviaire de Carhaix à Loudéac à voie métrique du Réseau breton, ouverte en partie en 1898 (mais la section entre Rostrenen et Loudéac ne fut mise en exploitation que le 17 août 1902) et fermée en 1967 (désormais reconvertie en voie verte).
En 1913 à Mur-de-Bretagne les écoles de garçons accueillaient 63 élèves pour l'école communale et 129 pour l'école privée, celles de filles 31 élèves pour l'école communale et 132 pour l'école privée.

#### La Première Guerre mondiale
Le monument aux morts de Mûr-de-Bretagne porte les noms de 131 soldats morts pour la France pendant la Première Guerre mondiale.

#### L'entre-deux-guerres

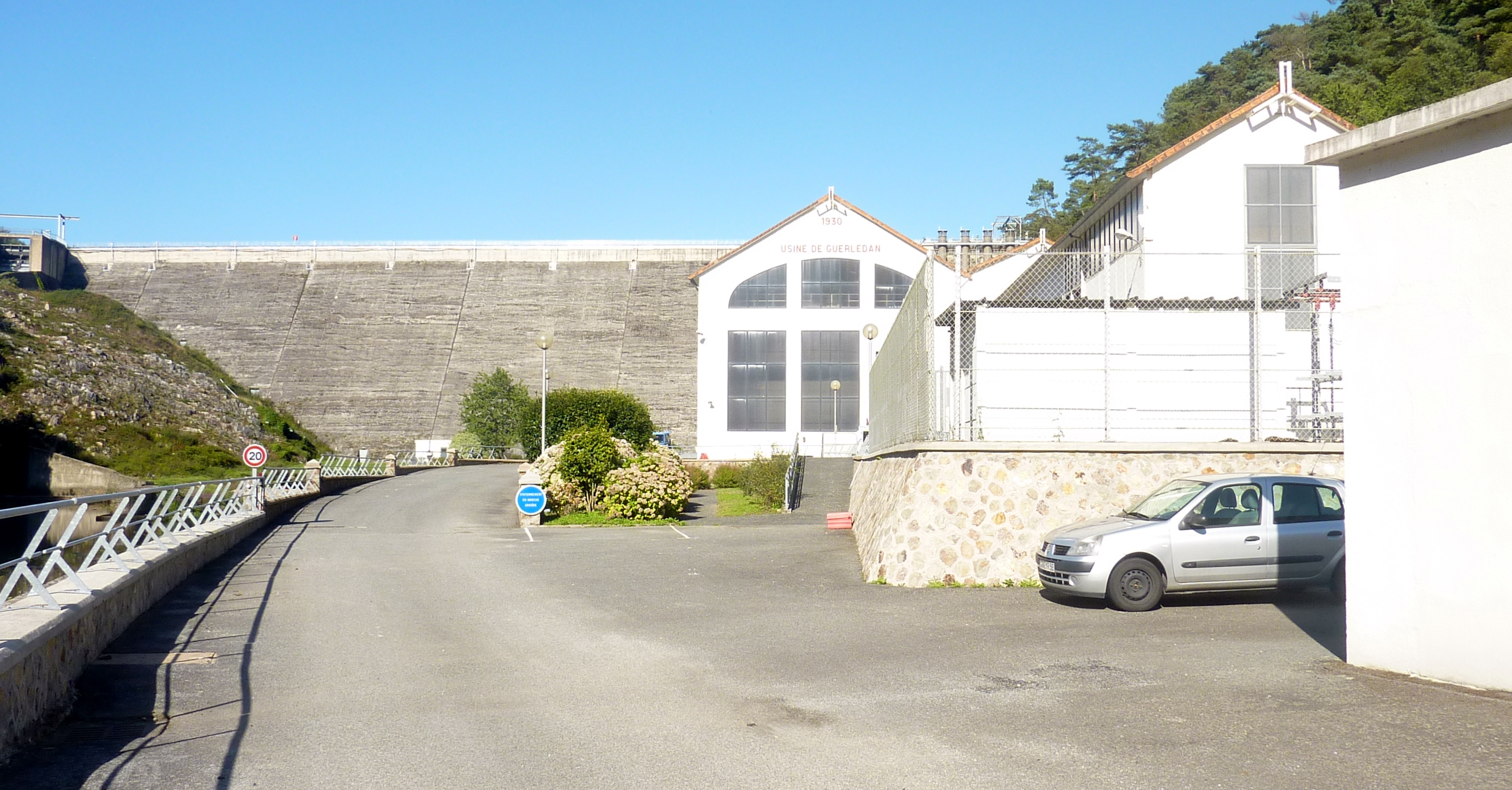
Le barrage de Guerlédan vu côté aval.

La construction entre 1923 et 1930 du barrage de Guerlédan a interrompu la navigation sur le Blavet canalisé (aussi tronçon du canal de Nantes à Brest), mais aussi entraîné la création du lac de Guerlédan (l'écluse n° 120, dite du Moulin Neuf a été engloutie sous les eaux du lac de Guerlédan en 1929 ; elle se trouvait au niveau des assises même du barrage ; en tout 17 écluses ont été englouties sous les eaux du lac). Ce barrage a permis la construction d'une usine hydroélectrique mise en service en 1930. Les eaux turbinées par la centrale hydroélectrique aboutissent dans un premier bassin formé derrière le « petit barrage de Guerlédan » situé à 650 m en aval du barrage, lequel permet de contrôler la variation du débit en aval et de contrôler les crues.

#### La Seconde Guerre mondiale
Le monument aux morts de Mûr-de-Bretagne porte les noms de 19 personnes mortes pour la France durant la Seconde Guerre mondiale.

#### L'après Seconde Guerre mondiale
Un soldat originaire de Mûr-de-Bretagne est mort durant la guerre d'Indochine et un pendant la guerre d'Algérie.

### LeXXIesiècle

#### La création de la nouvelle commune: Guerlédan
La commune nouvelle de Guerlédan est créée par la fusion, le 1er janvier 2017, des communes de Mûr-de-Bretagne et Saint-Guen.

## Politique et administration

### Liste des maires
| Période                                  | Période               | Identité                   | Étiquette   | Qualité |
| ---------------------------------------- | --------------------- | -------------------------- | ----------- | --- |
| 1809                                     | 1815                  | Guillaume Michel Fraboulet |             | |
| 1815                                     | 1829                  | Mathurin Henrio            |             | Laboureur. |
| 1830                                     | 1868                  | Jérôme-Marie Calvary-Tylan |             | Notaire royal. Chevalier de la Légion d'honneur. |
| 1868                                     | 1884                  | Jérôme Ange Calvary-Tylan  |             | Notaire. Fils de Jérôme-Marie Calvary-Tylan, maire précédent. Conseiller d'arrondissement.                                                                                                |
| 1884                                     | 1901                  | René Le Cerf               |             | Député. Conseiller général. |
| 1901                                     | 1908                  | Corentin Jan               |             | Propriétaire cultivateur. |
| 1908                                     | 1914                  | Léon Le Cerf               |             | Lieutenant au 7e Régiment d'artillerie de campagne lors de son décès. Chevalier de la Légion d'honneur à titre posthume. Croix de guerre. Fils de René Le Cerf, maire entre 1884 et 1901. |
| 1914                                     | 1920                  |                            |             | Pas de maire, mais divers conseillers municipaux se succèdent faisant fonction de maire.                                                                                                  |
| 1920                                     |                       | Antoine Guillo             |             | |
| Les données manquantes sont à compléter. |                       |                            |             | |
| ?                                        | 1932 (décès)          | Pierre-Marie Le Vaillant   | RG          | Instituteur Conseiller d'arrondissement (1922 → 1932) |
| Les données manquantes sont à compléter. |                       |                            |             | |
| 1944                                     | décembre 1956 (décès) | Jean-Baptiste Le Pottier   | Droite      | Cultivateur Ancien conseiller d'arrondissement (1932 → 1940) |
| février 1957                             | mars 1971             | Jean Quéré                 | MRP puis RI | Menuisier-ébéniste, ancien résistant Président de la Chambre des métiers des Côtes-du-Nord Conseiller général de Mûr-de-Bretagne (1958 → 1976)                                            |
| mars 1971                                | juin 1995             | Raymond Hinault            | PS          | Géomètre du cadastre, maire honoraire |
| juin 1995                                | mars 2008             | Alain Auffret              | DVD         | Agriculteur Président de la CC Guerlédan Mûr-de-Bretagne (1995 → 2008) |
| mars 2008                                | mars 2014             | Georges Tilly              | PS          | Cadre EDF retraité Président de la CC Guerlédan Mûr-de-Bretagne (2008 → 2013) |
| mars 2014                                | 31 décembre 2016      | Hervé Le Lu                | DVD         | Directeur artistique |
| Les données manquantes sont à compléter. |                       |                            |             | |

### Liste des maires délégués
| Période         | Période  | Identité    | Étiquette | Qualité |
| --------------- | -------- | ----------- | --------- | --- |
| 12 janvier 2017 | en cours | Hervé Le Lu | SE-DVD    | Directeur artistique Maire de Guerlédan (2017 → ) 1er vice-président de LCBC (2017 → ) , conseiller départemental depuis 2021 |

## Démographie
L'évolution du nombre d'habitants est connue à travers les recensements de la population effectués dans la commune depuis 1793. À partir du 1er janvier 2009, les populations légales des communes sont publiées annuellement dans le cadre d'un recensement qui repose désormais sur une collecte d'information annuelle, concernant successivement tous les territoires communaux au cours d'une période de cinq ans. 
Pour les communes de moins de 10 000 habitants, une enquête de recensement portant sur toute la population est réalisée tous les cinq ans, les populations légales des années intermédiaires étant quant à elles estimées par interpolation ou extrapolation. Pour la commune, le premier recensement exhaustif entrant dans le cadre du nouveau dispositif a été réalisé en 2005,.
En 2014, la commune comptait 2 049 habitants, en évolution de −2,48 % par rapport à 2009 (Côtes-d'Armor : +1,68 %, France hors Mayotte : +2,49 %).
| 1793  | 1800  | 1806  | 1821  | 1831  | 1836  | 1841  | 1846  | 1851  |
| ----- | ----- | ----- | ----- | ----- | ----- | ----- | ----- | ----- |
| 1 891 | 2 096 | 1 819 | 1 951 | 2 354 | 2 283 | 2 267 | 2 413 | 2 403 |

| 1856  | 1861  | 1866  | 1872  | 1876  | 1881  | 1886  | 1891  | 1896  |
| ----- | ----- | ----- | ----- | ----- | ----- | ----- | ----- | ----- |
| 2 333 | 2 362 | 2 534 | 2 510 | 2 508 | 2 581 | 2 528 | 2 433 | 2 489 |

| 1901  | 1906  | 1911  | 1921  | 1926  | 1931  | 1936  | 1946  | 1954  |
| ----- | ----- | ----- | ----- | ----- | ----- | ----- | ----- | ----- |
| 2 574 | 2 436 | 2 417 | 2 254 | 2 149 | 2 233 | 2 265 | 2 409 | 2 116 |

| 1962  | 1968  | 1975  | 1982  | 1990  | 1999  | 2005  | 2010  | 2014  |
| ----- | ----- | ----- | ----- | ----- | ----- | ----- | ----- | ----- |
| 2 125 | 2 075 | 2 105 | 2 091 | 2 049 | 2 090 | 2 084 | 2 108 | 2 049 |

## Culture locale et patrimoine

### Monuments

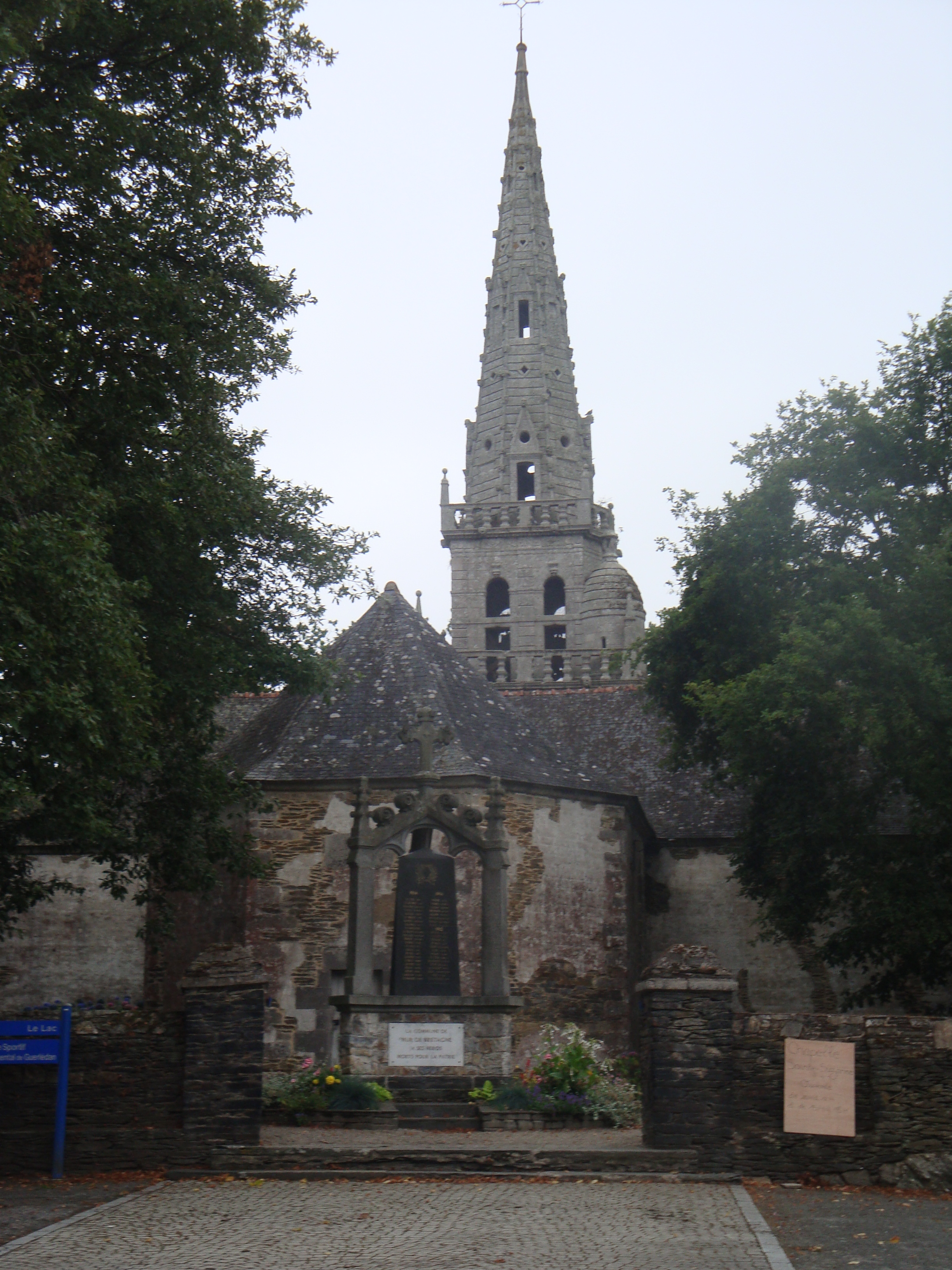
La chapelle de Sainte-Suzanne.

- La chapelle Sainte-Suzanne est classée aux monuments historiques depuis le 4 juin 1952[36]. Elle est entourée de chênes séculaires peints vers 1840-1850 par Camille Corot[37].

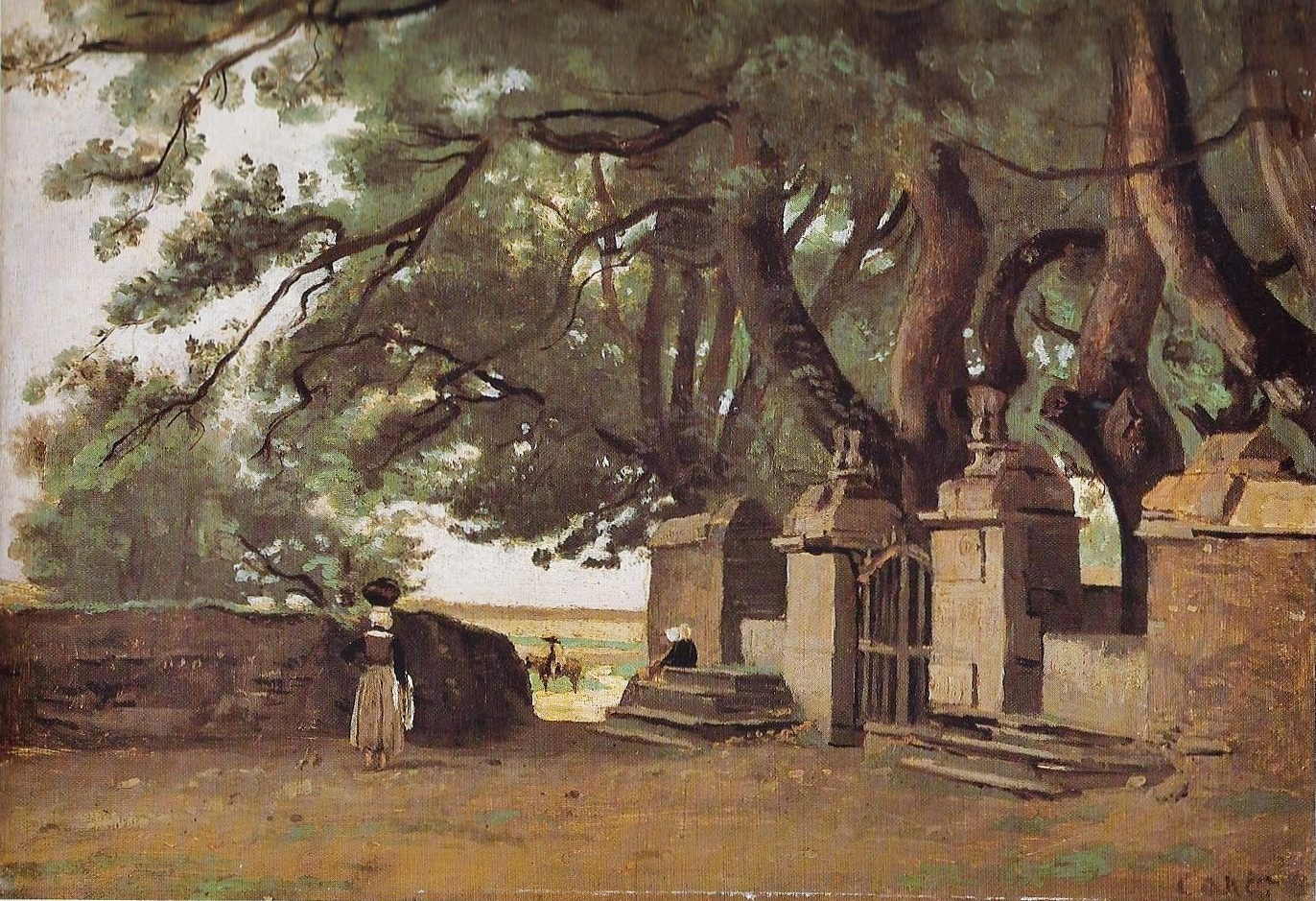
Camille Corot : Le portail de l'enclos, chapelle Sainte-Suzanne à Mûr-de-Bretagne, vers 1840 (huile sur toile, Musée du Louvre).
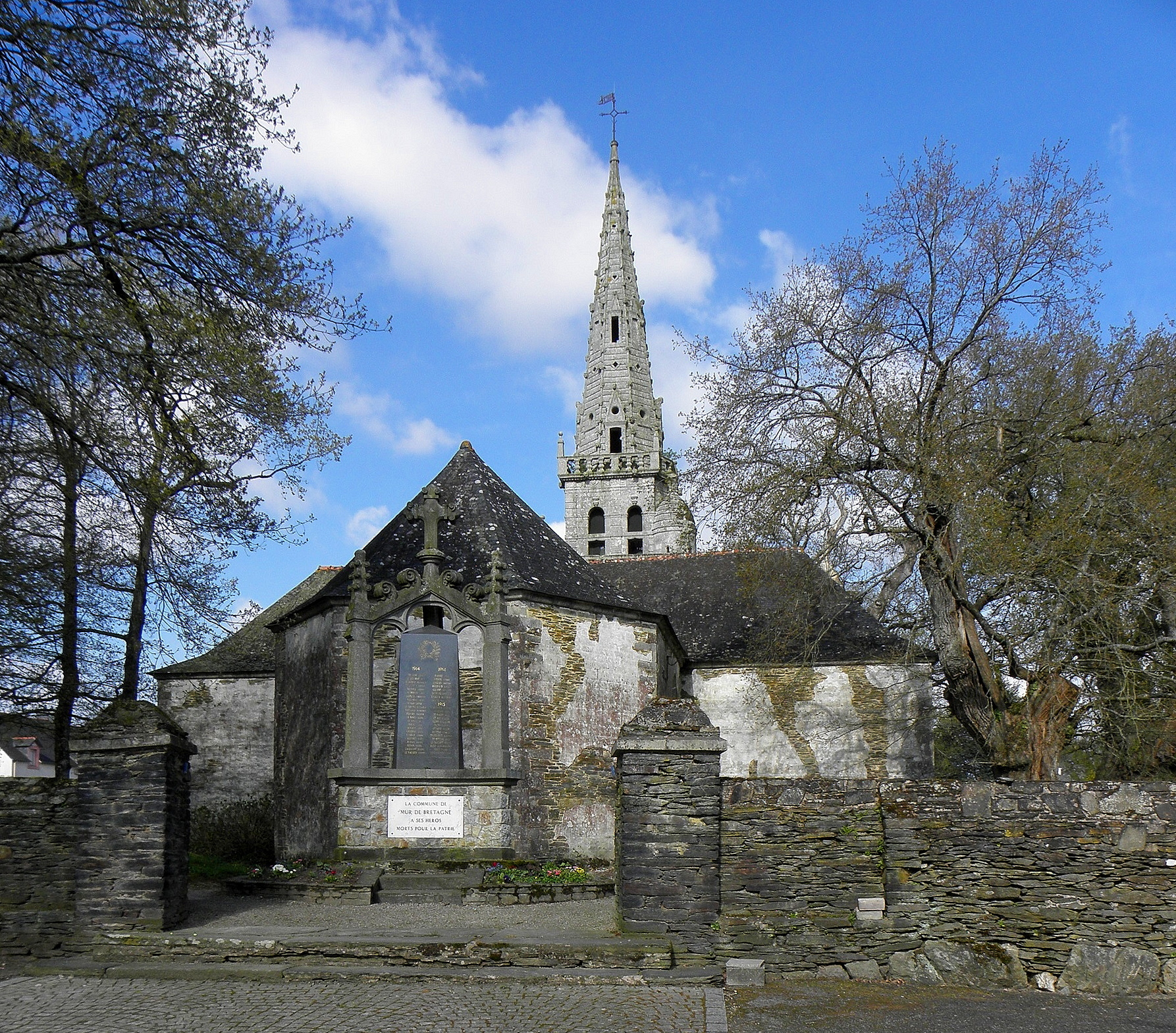
Chapelle Sainte-Suzanne : vue extérieure d'ensemble et le monument aux morts.
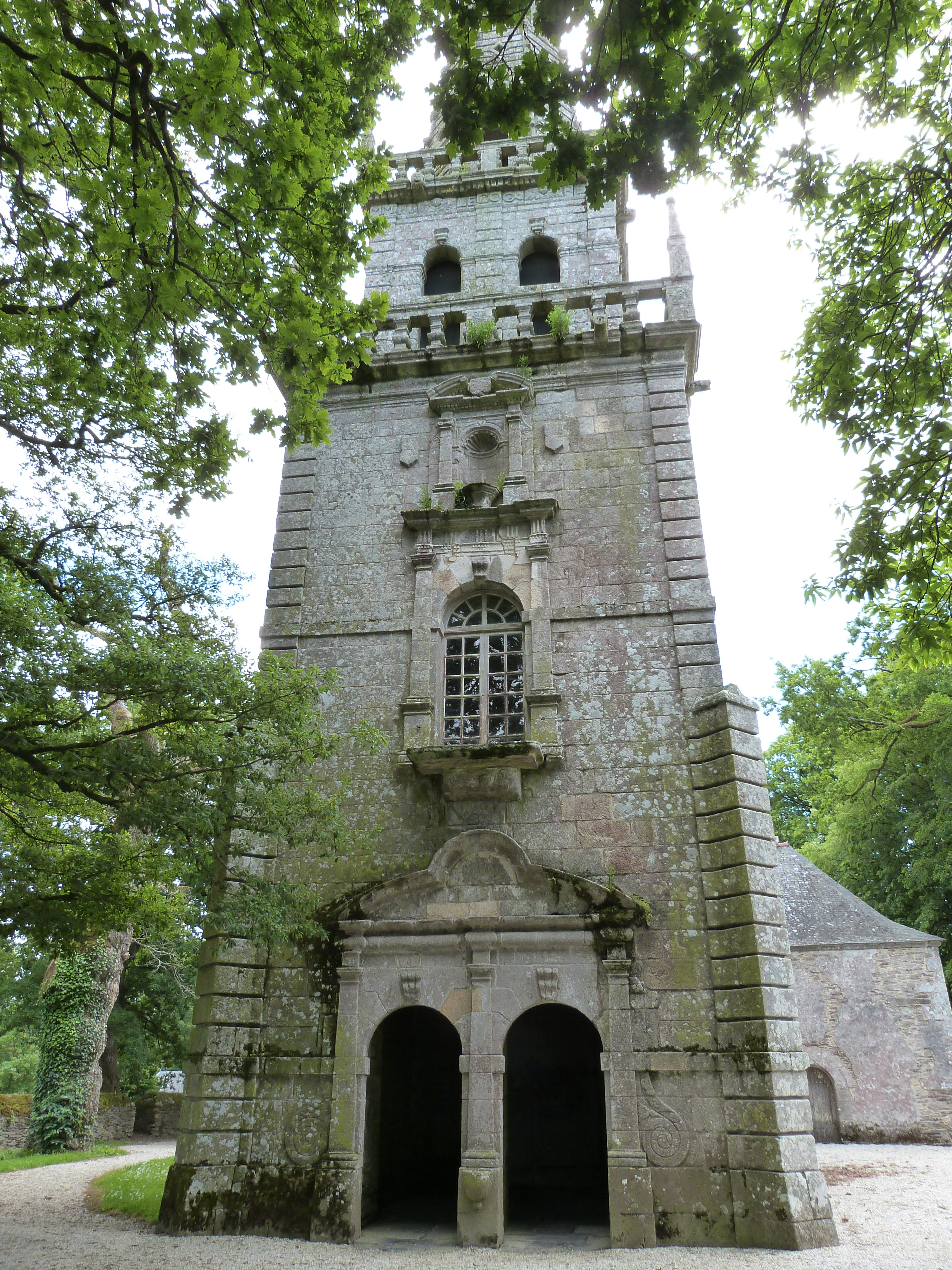
Le clocher de la chapelle Sainte-Suzanne.
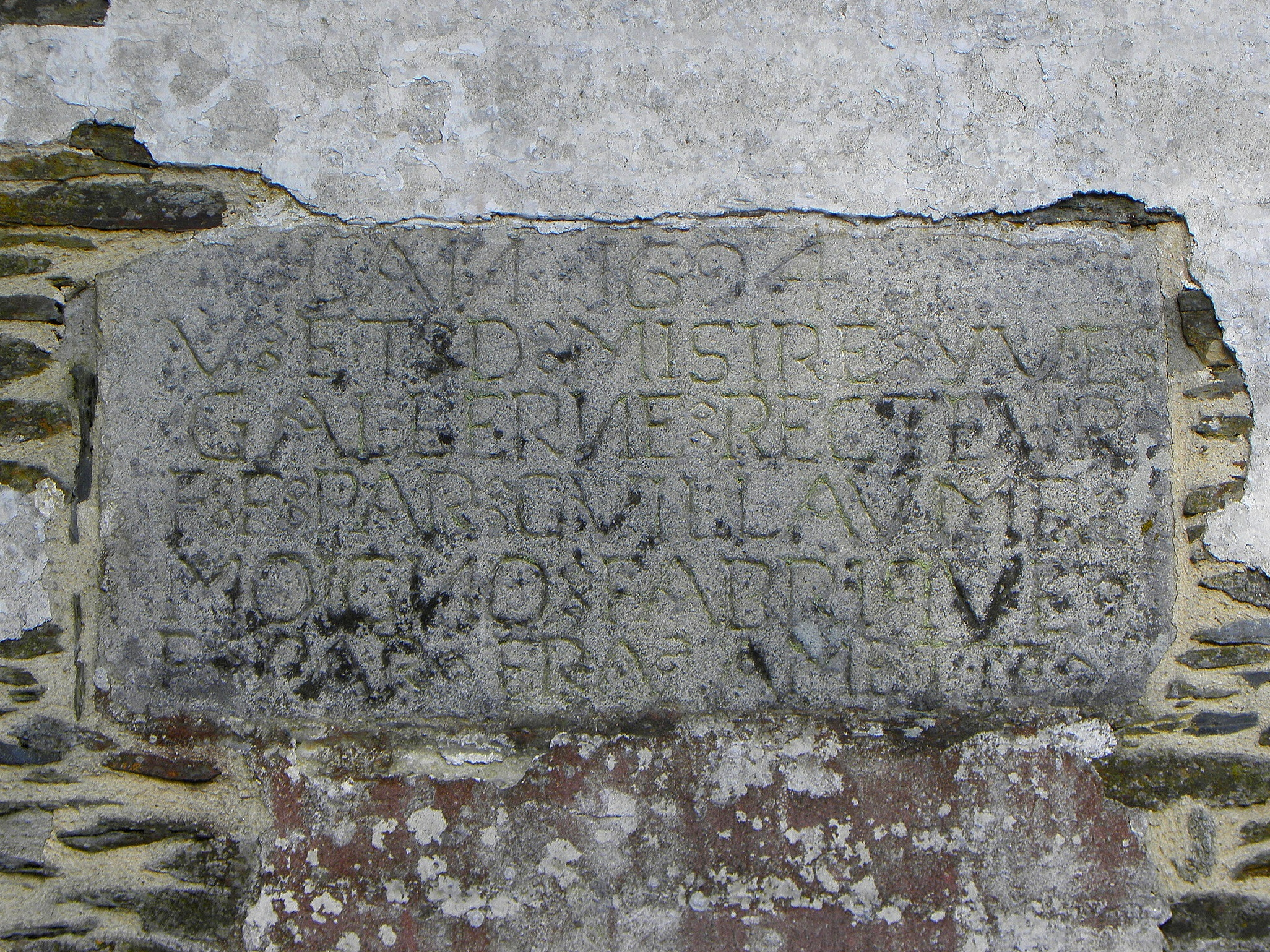
Inscription au chevet de la chapelle Sainte-Suzanne.

- Église paroissiale Saint-Pierre : à l'intérieur, autels et chaires sculptés par un artiste local. Sur la chaire, les panneaux sculptés représentent les sept péchés capitaux.

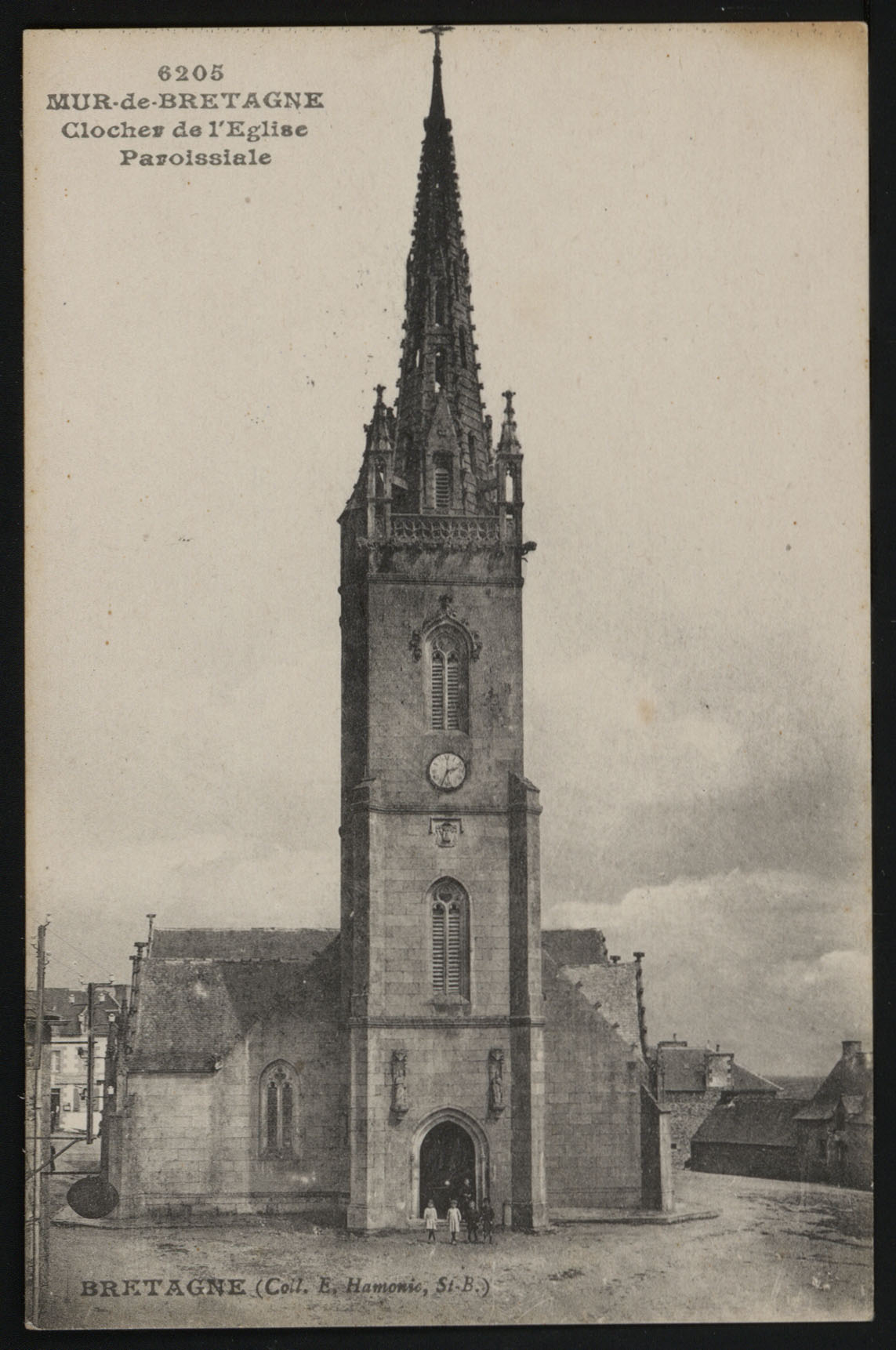
Le clocher de l'église paroissiale Saint-Pierre vers 1920 (carte postale Émile Hamonic)

- L'allée couverte de Coët Correc, classée au titre des monuments historiques le 8 novembre 1956[38].
- château de La Roche-Guéhennec.

### Sites naturels
- Barrage
- Lac de Guerlédan.
- Base de plein air et de loisirs de Guerlédan.
- La vallée du Blavet et ses écluses : entre le barrage et Saint-Samson, elles sont situées sur le canal latéral au Blavet, par exemple l'écluse de Trévejean[39] ; plus en aval, entre Saint-Samson et Pontivy, elles se trouvent sur le Blavet lui-même.

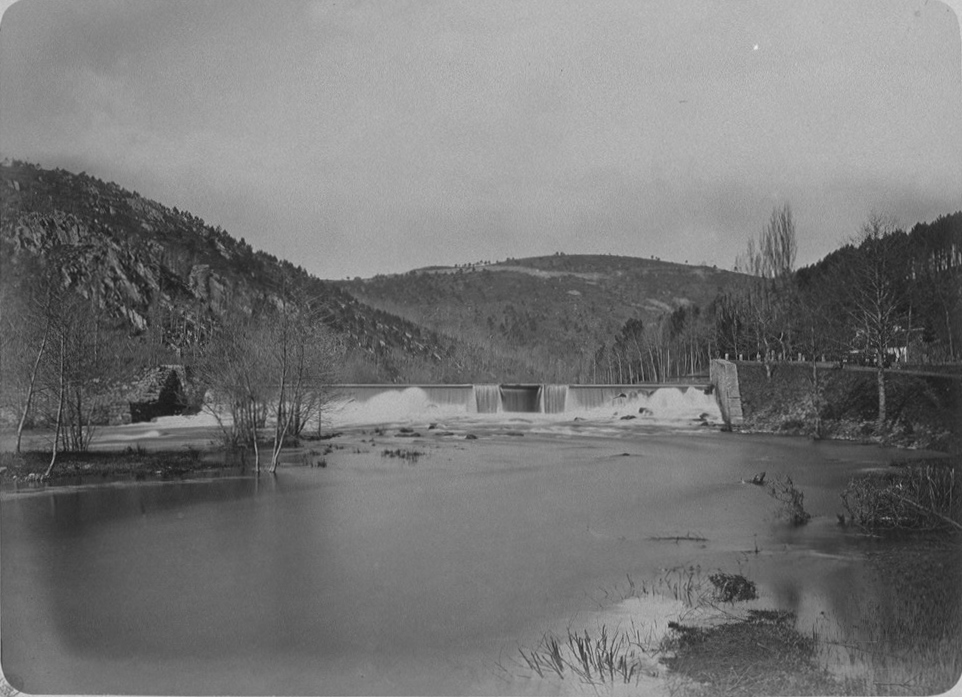
L'écluse n°119, dite de Trévejean (photographie J. Duclos, vers 1890).

### Tradition
Quand un enfant tardait à marcher seul, on lui faisait mettre un pied devant l'autre sur la tombe d'un ancien recteur de la paroisse, messire Oliman de Kernéguez (mort en 1720 en odeur de sainteté), et on lui frottait les reins avec une poignée de terre prise contre la tombe

### Sports

#### Cyclisme

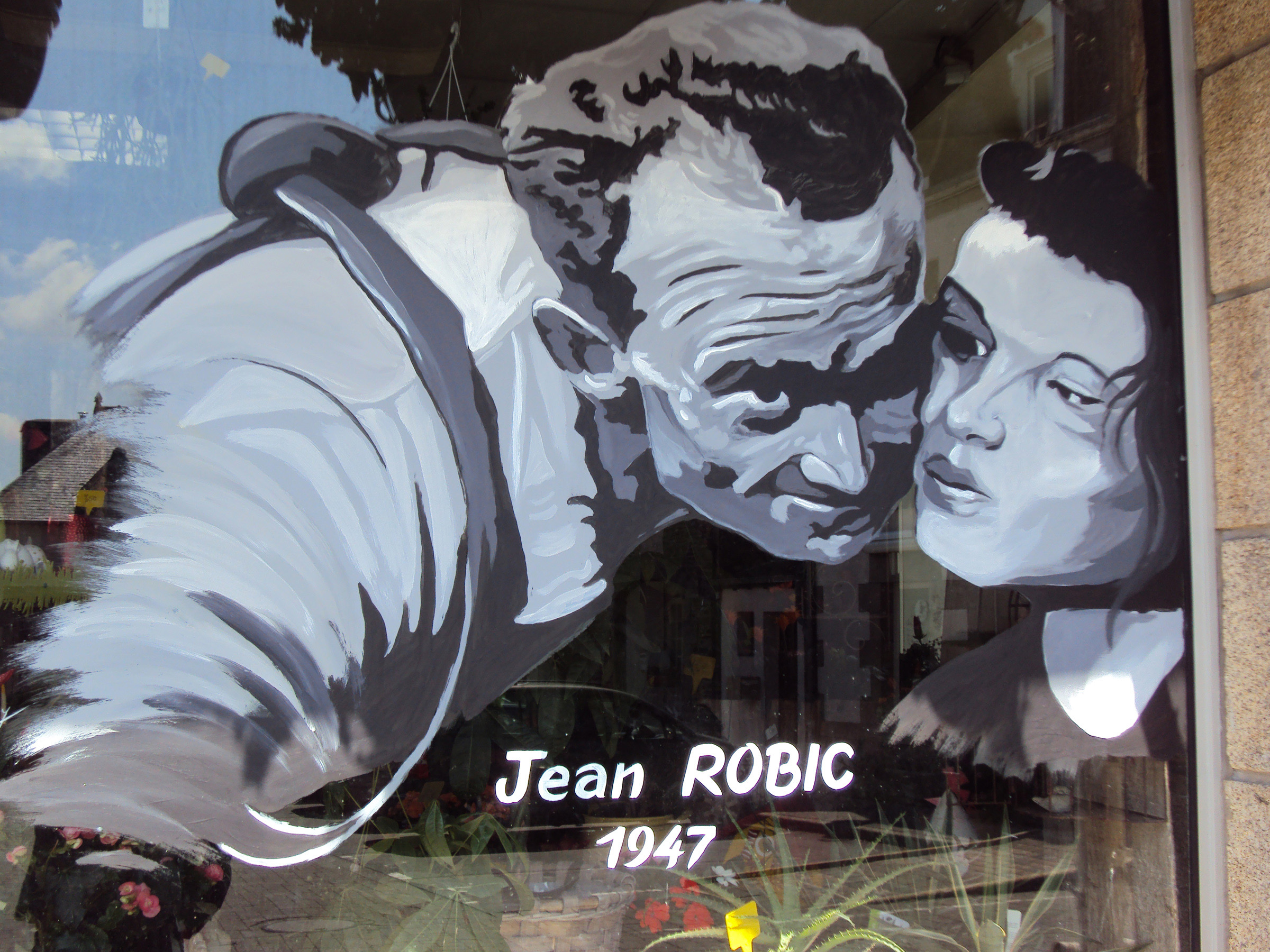
Peinture de Jean Robic - Mûr-de-Bretagne - Tour de France 2011.

La côte du Menez Hiez, ou côte de Mûr, se trouve sur la route départementale 767, à la sortie nord de Mûr-de-Bretagne. Longue de 2 km, elle monte à 6,8 %, avec des passages à 15 %.

##### Tour de France
La pente et la densité du public dans le "Mûr" à chaque passage du Tour de France lui valent le surnom « d’Alpe d’Huez de Bretagne ».
Escaladée une première fois en 1938, elle devient célèbre en 1947, lors de la 19e étape du premier Tour de France de l'après-guerre. Ce contre-la-montre Vannes-Saint-Brieuc — 139 km, le plus long de l'histoire du Tour — est marqué par un coup de théâtre : le maillot jaune et favori du Tour, Vietto, connaît une terrible défaillance dans la côte de Mûr. Il termine à 14 min 40 s d'Impanis, le vainqueur de l'étape. Robic finit deuxième, et se hisse de la cinquième à la troisième place du classement général, à 2 min 58 s du nouveau maillot jaune Brambilla.

##### Autres compétitions
- Le critérium de Mûr-de-Bretagne, une ancienne course cycliste réservée aux coureurs professionnels, disputée de 1961 à 1969[47].

- L'ascension est au programme de la Bretagne Classic depuis l'édition de 2016 et le changement de format de la course qui se dispute en ligne et non plus en circuit[48].

### Héraldique
| Blason | Blasonnement : D'azur à la croix engrêlée d'or; le 1er canton de gueules chargé de quatre mâcles d'argent posées 2,2 |